# نوبهار (شهر)
نوبهار جماعت و شهرکی در جنوب غربی کشور تاجیکستان است که در ناحیهٔ باختر ولایت ختلان قرار دارد. جمعیت این جماعت ۱۳۰۹۱ است.